# Praca grupowa
Praca grupowa – forma współpracy naukowej. Ma ona na celu odkrycie różnic indywidualnych uczniów, kształtowanie ich wiedzy, umiejętności ogólnych (m.in. umiejętność współpracy, umiejętność komunikacji interpersonalnej, umiejętność krytycznego myślenia), postawy, jak również uczenia się od siebie i łączenia umiejętności poszczególnych uczniów do określonego zadania
W psychoterapii „praca grupowa” odnosi się do psychoterapii grupowej oferowanej przez lekarza przeszkolonego w psychoterapii, psychoanalizie, pomocy psychologicznej lub innej odpowiedniej dyscyplinie.